# Thích Nhật Từ
Thích Nhật Từ (sinh năm 1969) là một tu sĩ Phật giáo Việt Nam, hiện tại là Phó Trưởng ban Ban Trị sự kiêm Trưởng ban Phật giáo Quốc tế Giáo hội Phật giáo Việt Nam Thành phố Hồ Chí Minh, Phó Viện trưởng thường trực Học viện Phật giáo Việt Nam tại Thành phố Hồ Chí Minh, Phó Viện trưởng Viện nghiên cứu Phật học Việt Nam, Ủy viên Hội đồng trị sự GHPGVN, trụ trì tại chùa Giác Ngộ (TP. HCM), chùa Quan Âm Đông Hải (Sóc Trăng), chùa Tượng Sơn (Hà Tĩnh), chùa Linh Xứng (Thanh Hóa). Ngoài các hoạt động Phật giáo và từ thiện, Thích Nhật Từ được truyền thông và mạng xã hội biết đến với các phát ngôn gây tranh cãi, các tố cáo liên quan đến chùa Ba Vàng, Tịnh thất Bồng Lai, và đoàn bộ hành Thích Minh Tuệ. Thích Nhật Từ cũng được cho là sở hữu nhiều bằng "tiến sĩ danh dự": từ nhiều trường đại học trên thế giới, trong đó có các tổ chức được coi là mua bán chức danh và văn bằng. 

## Tiểu sử
Thích Nhật Từ tên khai sinh là Trần Ngọc Thảo, sinh ngày 1 tháng 4 năm 1969 tại Sài Gòn. Ông xuất gia vào năm 1984 tại chùa Giác Ngộ với Hòa thượng Thích Thiện Huệ lúc 14 tuổi, thọ giới tỳ kheo năm 1988. 
Theo như sơ yếu lý lịch thì ông học ở trường THPT Trần Khai Nguyên từ năm 1985-1987. Năm 1992  ông học cử nhân Anh văn hệ vừa học vừa làm tại Đại học Sư phạm Thành phố Hồ Chí Minh và tốt nghiệp năm 1994. Ông sang Ấn Độ du học năm 1995 và tốt nghiệp thạc sĩ triết học tại Đại học Delhi năm 1997. Sau đó ông lấy bằng tiến sĩ triết học năm 2001 tại Đại học Allahabad với luận văn là "A Comparative Study of Buddhist Ethics".
Thích Nhật Từ là người sáng lập "Hội Ấn Tống đạo Phật ngày nay", "Hội Từ thiện đạo Phật ngày nay" và chủ nhiệm Đại Tạng kinh Việt Nam.
Tháng 12 năm 2010, ông được Giáo hội Phật giáo Việt Nam phong làm Thượng tọa.

## Tiến sĩ danh dự
Ông được các trường đại học sau trao bằng tiến sĩ danh dự::
- Đại học Phật giáo Mahamakut, Thái Lan, 2010
- Đại học Phật giáo Mahachulalongkorn, Thái Lan, 2016
- Đại học Apollos, USA, năm 2016. Trường này là một đại học online, đóng cửa vào năm 2024.[16] Năm 2024, báo Giáo dục Thời đại cho rằng đây là “lò sản xuất bằng cho người Việt thích sính ngoại”, và để nhận được những danh hiệu "tiến sĩ danh dự" và "giáo sư danh dự" của trường này, các cá nhân này đều phải chi trả một khoản tiền dưới hình thức tài trợ cho “Diễn đàn khoa học và kinh tế toàn cầu”. Mức phí đóng góp được ban tổ chức đưa ra rất đa dạng và lên tới gần 400 triệu/một trường hợp.[17] Đại học này cũng từng phong "tiến sĩ danh dự" cho các chức sắc khác ở Giáo hội Phật giáo Việt Nam và phong  "giáo sư danh dự" cho bà Nguyễn Phương Hằng.[12]
- Đại học Swami Vivekanand Subhrati, Ấn Độ, 2019
- Đại học Phật giáo Preah Sihanouk Raja, Cambodia, 2019
- Intemational University of Morality, USA, 2021[13] (bằng tiến sĩ danh dự của trường này có thể được nạp online với phí 500 đô la Mỹ[18])

## Hoạt động hoằng pháp

### Hoạt động từ thiện
Thượng tọa Thích Nhật Từ sáng lập Hội từ thiện Đạo Phật Ngày Nay (2000). Trong đợt dịch cao điểm COVID-19 tại Việt Nam, quỹ này có nhiều hoạt động từ thiện: tặng các suất cơm, thực phẩm và nhu yếu phẩm miễn phí, tăng nhu yếu phẩm miễn phí, cung cấp bình oxy miễn phí, tặng xe cứu thương cho các bệnh viên, tặng túi thuốc hỗ trợ điều trị COVID-19, tặng thiết bị y tế (khấu trang, máy hỗ trợ thở...) đến các bệnh viện, hỗ trợ quan tài cho người không may qua đời vì COVID-19... Đặc biệt, vào tháng 12 năm 2021, chùa Quan Âm Đông Hải ở Sóc Trăng do ông làm trụ trì đã được sử dụng để làm nơi cách ly, điều trị COVID-19 cho tỉnh Sóc Trăng, và Quỹ Đạo Phật Ngày nay hỗ trợ toàn bộ chi phí. Thượng tọa Thích Nhật Từ còn là trưởng nhóm điều phối tình nguyện viên Phật giáo tham gia tình nguyện hỗ trợ phòng, chống dịch COVID-19 tại các bệnh viện dã chiến thầy đã kêu gọi được hơn 400 tình nguyện viên Phật giáo chia thành các đợt để tham gia hỗ trợ.
Chùa Giác Ngộ do ông trụ trì đã đóng góp cùng với Ban Văn Hóa Giáo hội Phật Giáo Việt Nam Thành phố Hồ Chí Minh và GHPGVN TPHCM hỗ trợ Ấn Độ 33 máy thở trị giá 3.4 tỷ đồng, trong đó có sự đóng góp của chùa Giác Ngộ (1,8 tỷ đồng), Ban Văn hóa Giáo hội Phật giáo TPHCM (1,2 tỷ đồng), số tiền còn lại từ sự đóng góp của GHPGVN TPHCM.
Ngoài ra, Quỹ Đạo Phật ngày nay còn tổ chức các hoạt động như hiến máu nhân đạo, hiến mô tạng cứu người - hiến xác cho y học, hỗ trợ kinh phí mổ tim cho trẻ em, các hoạt động phát triển giáo dục, hỗ trợ học bổng cho sinh viên, tăng - ni sinh...

### Hoạt động văn hóa Phật giáo
Thích Nhật Từ đã thành lập Câu lạc bộ Văn nghệ Phật giáo năm 2002–2007, tập hợp giới văn nghệ sĩ tên tuổi trong nước, hướng về Phật pháp, sáng tác và biểu diễn các ca khúc, kịch bản Phật giáo. Ông là nhà biên tập và xuất bản hơn 100 CD, VCD, DVD về tân nhạc, cổ nhạc và tiếng thơ Phật giáo từ năm 2002 đến nay. Thích Nhật Từ đã viết cuốn sách Phật Tích Ấn Độ và Nepal. Chính cuốn sách này là nguồn cảm hứng khiến đoàn làm phim VTC1, Truyền hình Cáp và Đài Truyền hình Việt Nam đã lên đường cùng Thượng tọa Thích Nhật Từ sang Ấn Độ làm phim ký sự.

## Tranh cãi

### Tụng kinh ủng hộ vaccine Nanocovax
Ngày 17 tháng 9 năm 2021, trong thời điểm Đại dịch COVID-19, mạng xã hội xôn xao khi Thượng tọa Thích Nhật Từ tổ chức lễ cầu nguyện cho vaccine Nanocovax được lưu hành. Trong bài viết trên Facebook cá nhân, Thượng tọa Thích Nhật Từ nhân danh "tiếng nói của hàng triệu người Việt Nam" để "nguyện cầu mười phương Phật gia hộ cho những nỗ lực của tập đoàn Nanogen sớm được thành tựu mỹ mãn". Tuy nhiên, bài viết và video buổi cầu nguyện sau khi vấp phải phản ứng của dư luận đã bị gỡ bỏ khỏi trang.
Ngày 19 tháng 9, 2021, Hội đồng Đạo đức trong nghiên cứu y sinh học Quốc gia thông tin vaccine Covid-19 Nanocovax "đạt yêu cầu về tính an toàn, chưa có dữ liệu đánh giá hiệu lực bảo vệ".

### Liên quan đến Tịnh thất Bồng Lai
Tịnh Thất Bồng Lai nổi tiếng trên mạng xã hội khoảng năm 2017-2018, khi những thành viên tại đây tham gia các trò chơi truyền hình. Thích Nhật Từ đã cho rằng rằng những người ở tịnh thất không phải là người giả mạo tăng sĩ để lừa đảo bất kỳ ai như một số báo chí đã cáo buộc và "khu Bồng Lai Viên chỉ là một tịnh thất, không có bản hiệu chùa, nên không có đăng kí tự viện với Giáo hội Phật giáo tỉnh Long An". Vị này cũng nói rằng "cụ Thích Tâm Đức (tức Lê Tùng Vân) chưa bao giờ từng xưng mình là Hoà Thuợng và chưa nói mình là trụ trì Chùa Bồng Lai."
Ngày 14/12/2021 và 20/12/2021, ông Trương Ngọc Toàn (tức Thích Minh Thiện) đại diện Giáo hội Phật giáo Việt Nam và trụ trì Chùa Thiên Châu, tỉnh Long An cùng với ông Trần Ngọc Thảo (tức Thích Nhật Từ), tố cáo các bị can đã có hành vi xúc phạm danh dự nhân phẩm cá nhân, xúc phạm Phật giáo. Trao đổi với báo Thanh Niên vào tháng 1 năm 2022, Thích Nhật Từ cho rằng nhóm ‘Tịnh thất Bồng Lai’ đã "giả chùa" và "giả sư".
Tháng 7 năm 2022, Tòa án Nhân dân huyện Đức Hòa, tỉnh Long An cáo buộc các thành viên Tịnh thất Bồng Lai đã dùng mạng xã hội YouTube đăng các clip sai sự thật, xuyên tạc, xúc phạm đến uy tín, danh dự của cá nhân ông Trần Ngọc Thảo (tức Thượng tọa Thích Nhật Từ), Công an huyện Đức Hòa, Giáo hội Phật giáo Việt Nam tỉnh Long An. Tòa tuyên phạt sơ thẩm bị cáo Lê Tùng Vân mức án 5 năm tù; 3 bị cáo Lê Thanh Hoàn Nguyên, Lê Thanh Nhất Nguyên, Lê Thanh Trùng Dương cùng mức án 4 năm tù; bị cáo Lê Thanh Nhị Nguyên mức án 3 năm 6 tháng tù và bị cáo Cao Thị Cúc mức án 3 năm tù cùng tội danh lợi dụng các quyền tự do dân chủ xâm phạm lợi ích của Nhà nước, quyền, lợi ích hợp pháp của tổ chức, cá nhân. Nói lời sau cùng tại tòa, các bị cáo phủ nhận toàn bộ hành vi phạm tội của mình và kêu oan. Tháng 11 năm 2022, TAND tỉnh đã xét xử phúc thẩm và tuyên án y án bản án sơ thẩm.

### Bị bà Phạm Thị Yến kiện
Khi truyền thông đưa tin về tranh cãi xung quanh việc thỉnh vong và cúng oan gia trái chủ xảy ra tại chùa Ba Vàng vào cuối tháng 3 năm 2020, Thích Nhật Từ đã sử dụng hai kênh YouTube là "Đạo Phật ngày nay" và "Thích Nhật Từ Official" để đăng các bài nói chuyện với Phật tử và nói rằng bà Phạm Thị Yến đã phạm tội truyền bá mê tín dị đoan và bị cấm cư trú ở tỉnh Quảng Ninh.
Bà Yến gửi đơn kiện tại TAND quận 10 cho rằng ông Thích Nhật Từ đã “bịa đặt, xúc phạm, gây tổn hại đến hình ảnh, uy tín, danh dự, nhân phẩm” của bà Yến và yêu cầu đính chính và bồi thường thiệt hại. Tại phiên xét xử sơ thẩm, tòa đã bác yêu cầu của bà Yến và cho rằng việc bà Yến bị xử phạt hành chính là có thật và việc ông Thích Nhật Từ chỉ nói lại theo thông tin báo chí nhưng nói chưa chính xác. Khi bà Yến khởi kiện thì ông đã chỉnh sửa video và cắt những phần nói không đúng khỏi video đã phát. Bà Yến tiếp tục kháng cáo bản án, đề nghị cấp phúc thẩm hủy án sơ thẩm để giải quyết lại do bản án vi phạm tố tụng và đưa ra nhận định chủ quan.
Ngày 5 tháng 1 năm 2023, UBND phường Quang Trung, thành phố Uông Bí (Quảng Ninh) đã gửi công văn cho tòa, xác nhận "quyết định xử phạt hành chính đối với bà Yến đã bị thu hồi" - tức thông tin ông Thảo đăng trên mạng về bà Yến là sai. Tuy nhiên, ngày 13 tháng 1 năm 2023, bà Yến rút đơn kiện ông Thích Nhật Từ và cho biết vào ngày 4/1, phía bị đơn đã chủ động gặp, trao đổi cởi mở với tinh thần "cầu thị", tháo gỡ bất đồng và thống nhất chấm dứt vụ kiện.

### Tố cáo đoàn khất sĩ Thích Minh Tuệ
Ngày 17 tháng 4 năm 2025, khi Thích Minh Tuệ cùng 37 khất sĩ hạnh đầu đà khi ngang qua thị trấn Narammala, thuộc tỉnh Tây Bắc Bộ, Sri Lanka đã buộc phải dừng bộ hành do cảnh sát tới làm việc về đơn thư tố cáo của Thượng tọa Thích Nhật Từ, với cương vị phó Ban Thường trực Ban Phật giáo quốc tế Trung ương của Giáo hội Phật giáo Việt Nam. Trong thư, Thích Nhật Từ cho rằng đoàn bộ hành là giả sư, âm mưu lập giáo phái mới, đe dọa thể diện và trật tự quốc gia., bức thư yêu cầu hợp tác với Giáo hội Phật giáo Việt Nam ngăn chặn hoạt động tôn giáo của đoàn bộ hành.

## Vai trò trong Giáo hội Phật giáo Việt Nam (2017–2022)
1. Ủy viên Hội đồng Trị sự GHPGVN
2. Phó Ban Phật giáo quốc tế Trung ương GHPGVN
3. Phó Ban Giáo dục Phật giáo Trung ương GHPGVN
4. Phó Ban Hoằng pháp Trung ương GHPGVN
5. Phó Ban Từ thiện xã hội Trung ương GHPGVN
6. Phó Viện trưởng Viện nghiên cứu Phật học Việt Nam
7. Phó viện trưởng thường trực Học viện Phật giáo Việt Nam tại TP.HCM[39]
8. Ủy viên Thường trực GHPGVN TP.HCM.

## Vai trò trong Giáo hội Phật giáo Việt Nam (2022–2027)
1. Ủy viên Thường trực Hội đồng Trị sự GHPGVN[40]
2. Phó Ban Thường trực Ban Phật giáo quốc tế Trung ương GHPGVN[41]
3. Phó Viện trưởng – Tổng thư ký Viện nghiên cứu Phật học Việt Nam[42]
4. Phó Ban Giáo dục Phật giáo Trung ương GHPGVN[43]
5. Phó Trưởng ban Ban Trị sự kiêm Trưởng ban Phật giáo quốc tế Giáo hội Phật giáo Việt Nam Thành phố Hồ Chí Minh[44]
6. Phó viện trưởng Thường trực Học viện Phật giáo Việt Nam tại TP.HCM[45]